# دوغ هارفي
دوغ هارفي هو لاعب هوكي الجليد كندي، ولد في 19 ديسمبر 1924 في مونتريال في كندا، وتوفي بنفس المكان في 26 ديسمبر 1989 بسبب تشمع الكبد.

## وصلات خارجية
- دوغ هارفي على موقع دوري الهوكي الوطني (الإنجليزية)
- دوغ هارفي على موقع EliteProspects.com (الإنجليزية)
- دوغ هارفي على موقع HockeyDB.com (الإنجليزية)
- دوغ هارفي على موقع Hockey-Reference.com (الإنجليزية)
- دوغ هارفي على موقع قاعة كندا للمشاهير الرياضية (الإنجليزية)
- دوغ هارفي على موقع قاعة كيبيك للمشاهير الرياضية (الفرنسية)
- دوغ هارفي على موقع إن إن دي بي (الإنجليزية)